# Clinton (Nova Jersey)
Clinton és una població dels Estats Units a l'estat de Nova Jersey. Segons el cens del 2006 tenia 2.605 habitants.

## Demografia
Segons el cens del 2000, Clinton tenia 2.632 habitants, 1.068 habitatges, i 724 famílies. La densitat de població era de 741,8 habitants/km².
Dels 1.068 habitatges en un 35,4% hi vivien nens de menys de 18 anys, en un 55,3% hi vivien parelles casades, en un 8,9% dones solteres, i en un 32,2% no eren unitats familiars. En el 26,3% dels habitatges hi vivien persones soles el 7,1% de les quals corresponia a persones de 65 anys o més que vivien soles. El nombre mitjà de persones vivint en cada habitatge era de 2,46 i el nombre mitjà de persones que vivien en cada família era de 3.
Per edats la població es repartia de la següent manera: un 26,4% tenia menys de 18 anys, un 4,7% entre 18 i 24, un 35,4% entre 25 i 44, un 24,2% de 45 a 60 i un 9,4% 65 anys o més.
L'edat mediana era de 37 anys. Per cada 100 dones de 18 o més anys hi havia 92,3 homes.
La renda mediana per habitatge era de 78.121 $ i la renda mediana per família de 88.671 $. Els homes tenien una renda mediana de 61.442 $ mentre que les dones 46.397 $. La renda per capita de la població era de 37.463 $. Aproximadament el 0,4% de les famílies i el 2,8% de la població estaven per davall del llindar de pobresa.

## Poblacions més properes
El següent diagrama mostra les poblacions més properes.